# 朝鲜民主主义人民共和国科学院
朝鲜民主主义人民共和国科学院（1994至1998年曾更名为国家科学院）成立於1952年，是朝鲜民主主义人民共和国最高科學研究机构，在1981年前一直都是朝鮮所有研究進行的所在地，之后伴随機構改革，不同學術範疇的機構從科學院獨立出來。
科學院過往在朝鮮的大规模杀伤性武器研究扮演着關鍵角色，直至由軍方成立的國防科學院接手這些研究至今。

## 历史
朝鲜科学院诞生于朝鲜战争的战乱时期，其在1952年春季筹建，同年12月1日正式成立，当时有9个研究所、43个研究室、10名院士、15名通讯院士，首任院长 Hong Myng-hi，第二任院长 Paek Nam-un。儘管受到欠缺長期資金的影響，科學院在1980年代依然是朝鮮最大及最重要的科學研究機構。
- 1955年，开始和平利用原子能项目[8]。
- 1957年，苏联派遣原子能专家援助[9]。
- 1959年，在苏联援助下在宁边开始建设第一个研究堆[10]。
- 1970年代，大部分研究机构从平壤迁入位于平安南道的科学城（平城市）[11]。
- 1981年，从朝鲜科学院分立出朝鲜社会科学院、朝鲜农业科学院、朝鲜医学科学院、轻工业科学分院[12]。
- 1985年，原本作为金日成综合大学的一个分校的理科大学从金日成综合大学分离，单独办学，校址位于朝鲜科学院园区内[13]。
- 1999年1月11日，金正日视察朝鲜科学院，宣布当年为“科学年”[14]。

## 组织结构
朝鲜科学院隶属于朝鲜内阁，目前有六个学部、40个研究所和200个研究室，工作人员50,000人。朝鲜科学院的下属机构包括但不限于：
- 化学轻工业科学局
- 轻工业科学分院（下设香料与化妆品工程研究所）
- 科学出版社（出版大约40种期刊）
- 物理数学研究所（下设应用数学研究室、电子物理学研究室、结构力学研究室、分光学研究室）
- 生物科学研究所
- 地质及地理学研究所
- 原子力学研究所
- 自动化研究所
- 中央有色金属研究所
- 中央机械工业研究所
- 中央燃料研究所
- 硅酸盐研究所

虽然有独立的朝鲜社会科学院，但朝鲜科学院仍有下属的社会科学领域的研究所，如1962年建立的高丽医学科学院负责研究朝鲜传统医学。
朝鲜科学院的院部设在平壤市西城区域，大部分科研机构都在平壤市恩情区域及平城市，咸興市亦设有分院；平壤市的研究部门主要负责生物、建筑学、建材、电子与自动、轻工业等领域。

### 引用
1. 1 2  Martino, John (编). . Los Angeles: Sage Reference. 2013: 890. ISBN 978-1-4522-9937-2.
2. . .   [9 February 2017]. （原始内容存档于2019-06-08） （韩语）.
3. . Washington: U.S. Government Printing Office. 1962: 5  [2017-05-31]. OCLC 1169132. （原始内容存档于2019-06-05）.
4. ↑   (PDF) (报告). Choson Exchange. 12 March 2016  [17 April 2017]. （原始内容 (PDF)存档于2016年4月22日）.
5. 1 2 3 4 5 6  Hoare 2012，第36頁.
6. 1 2 3  Lankov, Andrei. . The Korea Times. 1 April 2007  [2017-05-31]. （原始内容存档于2017-02-21）.
7. ↑  Hoare 2012，第xxxi頁.
8. ↑  Worden, Robert L. (编).  (PDF) Fifth. Washington: Federal Research Division of the Library of Congress. 2008: 260  [2017-05-31]. ISBN 978-0-8444-1188-0. （原始内容存档 (PDF)于2016-04-11）.
9. ↑  Zhebin, Alexander. . Clay, James Moltz; Mansourov, Alexandre Y.  (编). . New York: Routledge. 2011: 30  [2017-05-31]. ISBN 978-1-136-74991-9. （原始内容存档于2019-06-07）.
10. ↑  Savada, Andrea Matles (编).  (PDF) Fourth. Washington: Federal Research Division of the Library of Congress. 1994: 254. ISBN 0-8444-0794-1.
11. ↑  Denisov, Valery I. . Clay, James Moltz; Mansourov, Alexandre Y.  (编). . New York: Routledge. 2011: 23  [2017-05-31]. ISBN 978-1-136-74991-9. （原始内容存档于2019-06-09）.
12. ↑  Bunge, Frederica M. (编).  Third. Washington: American University, Foreign Area Studies. 1981: 92. OCLC 855170869.
13. ↑  . www.nktech.net.   [2021-11-09]. （原始内容存档于2018-05-17） （韩语）.
14. ↑  Sung Chull Kim. . Albany: State University of New York Press. 2012: 189. ISBN 978-0-7914-8093-9.
15. ↑  Lankov, Andrei. . The Korea Times. 1 April 2007  [2017-05-31]. （原始内容存档于2017-02-21）.
16. ↑   (PDF) (报告). Choson Exchange. 12 March 2016  [17 April 2017]. （原始内容 (PDF)存档于2016年4月22日）.
17. ↑  Madden, Michael. . NK News. 17 October 2013  [12 January 2017]. （原始内容存档于2020-08-08）.
18. ↑  Hoare 2012，第244頁.
19. ↑  Melvin, Curtis. . NK News. 21 May 2013  [12 January 2017]. （原始内容存档于2019-06-07）.
20. ↑  Corfield, Justin. . . London: Anthem Press. 1 December 2014: 3  [2017-05-31]. ISBN 978-1-78308-341-1. （原始内容存档于2019-06-06）.